# Iahnî, Fastiv
Iahnî (în ucraineană Яхни) este o comună în raionul Fastiv, regiunea Kiev, Ucraina, formată numai din satul de reședință.

## Demografie
Componența lingvistică a comunei Iahnî
     Ucraineană (96,05%)
     Rusă (2,51%)
     Alte limbi (0,72%)
Conform recensământului din 2001, majoritatea populației comunei Iahnî era vorbitoare de ucraineană (96,05%), existând în minoritate și vorbitori de rusă (2,51%).